# Yushi Ozaki
Yushi Ozaki (født 24. august 1969) er en tidligere japansk fodboldspiller.
Han har spillet for flere forskellige klubber i sin karriere, herunder Júbilo Iwata.